# Kirk Douglas
Kirk Douglas (născut Issur Danielovitch mai târziu Demsky; n. 9 decembrie 1916, Amsterdam⁠(d), Comitatul Montgomery, New York, New York, SUA – d. 5 februarie 2020, Beverly Hills, California, SUA) a fost un actor, regizor și producător evreu-american de film. De-a lungul unei cariere de 64 de ani, Douglas a apărut în peste 90 de filme. Douglas a devenit o vedetă internațională datorită rolului său de boxer fără scrupule în filmul Campion (Champion, 1949), rol care i-a adus prima sa nominalizare la premiul Oscar pentru cel mai bun actor. În perioada anilor 1950 și 1960, Douglas a fost o mare stea la box-office, el a jucat alături de unele dintre cele mai importante actrițe din acea epocă: Lauren Bacall, Gena Rowlands, Jan Sterling, Eve Miller, Lana Turner, Eleanor Parker și altele.

## Filmografie

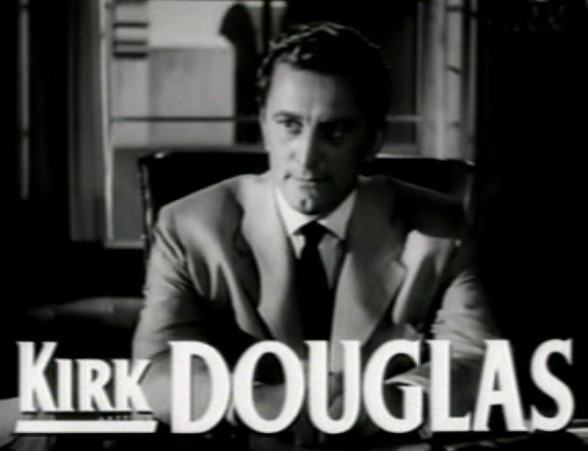
Kirk Douglas în The Bad and the Beautiful (1952)

Într-un articol din 2014, Douglas a citat The Strange Love of Martha Ivers, Champion, Ace in the Hole, Bestia și frumoasa, Act of Love, 20000 de leghe sub mări, Vânătorul de indieni, Lust for Life, Paths of Glory, Spartacus, Lonely Are the Brave și Seven Days in May ca fiind filmele din cariera sa actoricească cu care se mândrește cel mai mult.
- 1946 Dragoste ciudată (The Strange Love of Martha Ivers), regia Lewis Milestone
- 1947 Din trecut (Out of the Past), regia Jacques Tourneur - Whit Sterling
- 1947 Mourning Becomes Electra
- 1948 I Walk Alone, regia Byron Haskin
- 1948 The Walls of Jericho
- 1949 Draga mea secretară (My Dear Secretary), regia Charles Martin
- 1949 Scrisoare către trei neveste (A Letter to Three Wives), regia Joseph L. Mankiewicz
- 1949 Campionul (Champion), regia Mark Robson
- 1950 Tânărul și trompeta lui (Young Man with a Horn)
- 1950 Menajeria de sticlă (The Glass Menagerie), regia Irving Rapper
- 1951 Along the Great Divide
- 1951 Marele carnaval (The Big Carnival), regia Billy Wilder
- 1951 Viață de detectiv (Detective Story)
- 1952 Copacii înalți (The Big Trees), regia Felix Feist
- 1952 Ținuturi nesfârșite (The Big Sky), regia Howard Hawks
- 1952 Bestia și frumoasa (The Bad and the Beautiful), regia Vincente Minnelli
- 1953 The Story of Three Loves
- 1953 Scamatorul (The Juggler), regia Edward Dmytryk
- 1953 Act de dragoste (Act of Love), regia Anatole Litvak
- 1954 The Jack Benny Program (film TV)
- 1954 20000 de leghe sub mări (20,000 Leagues Under the Sea), regia Richard Fleischer
- 1954 Ulise (Ulisse), regia Mario Camerini
- 1955 Piloți de curse (The Racers), regia Henry Hathaway
- 1955 Omul fără stea (Man Without a Star), regia King Vidor
- 1955 Vânătorul de indieni (The Indian Fighter), regia Andre DeToth
- 1956 Van Gogh (Lust for Life), regia Vincente Minnelli și George Cukor
- 1957 Top Secret Affair, regizor  H.C. Potter
- 1957 Răfuială la O.K. Corral (Gunfight at the O.K. Corral), regia John Sturges
- 1957 Cărările gloriei (Paths of Glory), regia Stanley Kubrick
- 1958 Vikingii (The Vikings), regia Richard Fleischer
- 1959 Discipolul diavolului (The Devil's Disciple), regia Guy Hamilton
- 1959 Operațiunea Jupon (Operation Petticoat), regia Blake Edwards
- 1959 Ultimul tren din Gun Hill (Last Train from Gun Hill), regia John Sturges
- 1960 Eram străini când ne-am întâlnit (Strangers When We Meet)
- 1960 Spartacus (Spartacus), regia Stanley Kubrick
- 1961 Oraș fără milă (Town Without Pity), regia Gottfried Reinhardt
- 1961 Ultimul amurg (The Last Sunset), regia Robert Aldrich
- 1962 Călărețul singuratic (Lonely Are the Brave), regia  David Miller
- 1962 Două săptămâni într-un alt oraș (Two Weeks in Another Town)
- 1963 Trei fete de măritat (The Hook)
- 1963 Lista lui Adrian Messenger (The List of Adrian Messenger)
- 1963 For Love or Money, regia Michael Gordon
- 1964 Șapte zile în mai (Seven Days in May), regia John Frankenheimer
- 1965 Război pe mare (In Harm's Way)
- 1965 Eroii de la Telemark (The Heroes of Telemark), regia Anthony Mann
- 1966 Umbra unui uriaș (Cast a Giant Shadow), regia Melville Shavelson
- 1966 Arde Parisul? (Paris brûle-t-il?), regia René Clément
- 1967 Drumul spre Vest (The Way West), regia Andrew V. McLaglen
- 1967 Comoara din tren (The War Wagon), regia Burt Kennedy
- 1968 Once Upon a Wheel (documentar)
- 1968 O moarte încântătoare (A Lovely Way to Die)
- 1968 The Brotherhood (The Brotherhood), regia Martin Ritt
- 1969 Înțelegerea (The Arrangement), regia Elia Kazan
- 1970 Era un ticălos (There Was a Crooked Man...), regia Joseph L. Mankiewicz
- 1971 În pat cu spionul (Catch me a Spy), regia Dick Clement
- 1971 The Light at the Edge of the World, regia Kevin Billington
- 1971 Înfruntarea (A Gunfight), regia Lamont Johnson
- 1972 A Man to Respect
- 1972 The Master Touch
- 1973 Secătura (Scalawag) și regizor
- 1973 Dr. Jekyll and Mr. Hyde
- 1975 Posse  și regizor
- 1975 O singură dată nu-i de ajuns (Once Is Not Enough), regia Guy Green
- 1977 Holocaust 2000
- 1977 Rain Of Fire
- 1978 The Fury
- 1979 Cactus Jack (The Villain), regia Hal Needham
- 1980 Saturn 3
- 1980 Home Movies
- 1980 Numărătoare inversă (The Final Countdown)
- 1982 Omul de pe râul Snowy (The Man from Snowy River), regia George T. Miller
- 1982 Remembrance of Love
- 1983 Evadarea lui Eddie Macon (Eddie Macon's Run)
- 1984 Trage! (Draw!), regia Steven Hilliard Stern
- 1985 Amos
- 1986 Băieți duri (Tough Guys)
- 1987 Queenie (TV)
- 1988 Procesul maimuțelor (Inherit the Wind), regia David Greene
- 1991 Oscar
- 1991 Veraz
- 1992 Secretul (The Secret) (TV)
- 1994 A Century of Cinema (documentar)
- 1994 Lăcomia (Greedy)
- 1999 Diamante (Diamonds)
- 2003 În familie (It Runs in the Family)
- 2004 Illusion
- 2008 Meurtres à l'Empire State Building (Titlu SUA: Empire State Building Murders)
- 2010 Before I Forget (documentar)
- 2010 Cameraman: The Life and Work of Jack Cardiff (documentar)

## Arbore genealogic
|               |               |               |               |                 |                 |                 |                 | Diana Dill      | Diana Dill      | Diana Dill      | Diana Dill      | Diana Dill            | Diana Dill            |                       |                       |                       |                       |                      |                      |                      |                      |                    |                    |                    |                    | Kirk Douglas | Kirk Douglas | Kirk Douglas | Kirk Douglas | Kirk Douglas | Kirk Douglas |               |               |               |               |               |               |  |  |              |              |              |              |              |              | Anne Buydens | Anne Buydens | Anne Buydens | Anne Buydens | Anne Buydens | Anne Buydens |
|               |               |               |               |                 |                 |                 |                 | Diana Dill      | Diana Dill      | Diana Dill      | Diana Dill      | Diana Dill            | Diana Dill            |                       |                       |                       |                       |                      |                      |                      |                      |                    |                    |                    |                    | Kirk Douglas | Kirk Douglas | Kirk Douglas | Kirk Douglas | Kirk Douglas | Kirk Douglas |               |               |               |               |               |               |  |  |              |              |              |              |              |              | Anne Buydens | Anne Buydens | Anne Buydens | Anne Buydens | Anne Buydens | Anne Buydens |
|               |               |               |               |                 |                 |                 |                 |                 |                 |                 |                 |                       |                       |                       |                       |                       |                       |                      |                      |                      |                      |                    |                    |                    |                    |              |              |              |              |              |              |               |               |               |               |               |               |  |  |              |              |              |              |              |              |              |              |              |              |              |              |
|               |               |               |               |                 |                 |                 |                 |                 |                 |                 |                 |                       |                       |                       |                       |                       |                       |                      |                      |                      |                      |                    |                    |                    |                    |              |              |              |              |              |              |               |               |               |               |               |               |  |  |              |              |              |              |              |              |              |              |              |              |              |              |
|               |               |               |               |                 |                 |                 |                 |                 |                 |                 |                 |                       |                       |                       |                       |                       |                       |                      |                      |                      |                      |                    |                    |                    |                    |              |              |              |              |              |              |               |               |               |               |               |               |  |  |              |              |              |              |              |              |              |              |              |              |              |              |
| Diandra Luker | Diandra Luker | Diandra Luker | Diandra Luker | Diandra Luker   | Diandra Luker   |                 |                 | Michael Douglas | Michael Douglas | Michael Douglas | Michael Douglas | Michael Douglas       | Michael Douglas       |                       |                       | Catherine Zeta-Jones  | Catherine Zeta-Jones  | Catherine Zeta-Jones | Catherine Zeta-Jones | Catherine Zeta-Jones | Catherine Zeta-Jones |                    |                    | Joel Douglas       | Joel Douglas       | Joel Douglas | Joel Douglas | Joel Douglas | Joel Douglas |              |              | Peter Douglas | Peter Douglas | Peter Douglas | Peter Douglas | Peter Douglas | Peter Douglas |  |  | Eric Douglas | Eric Douglas | Eric Douglas | Eric Douglas | Eric Douglas | Eric Douglas |              |              |              |              |              |              |
| Diandra Luker | Diandra Luker | Diandra Luker | Diandra Luker | Diandra Luker   | Diandra Luker   |                 |                 | Michael Douglas | Michael Douglas | Michael Douglas | Michael Douglas | Michael Douglas       | Michael Douglas       |                       |                       | Catherine Zeta-Jones  | Catherine Zeta-Jones  | Catherine Zeta-Jones | Catherine Zeta-Jones | Catherine Zeta-Jones | Catherine Zeta-Jones |                    |                    | Joel Douglas       | Joel Douglas       | Joel Douglas | Joel Douglas | Joel Douglas | Joel Douglas |              |              | Peter Douglas | Peter Douglas | Peter Douglas | Peter Douglas | Peter Douglas | Peter Douglas |  |  | Eric Douglas | Eric Douglas | Eric Douglas | Eric Douglas | Eric Douglas | Eric Douglas |              |              |              |              |              |              |
|               |               |               |               |                 |                 |                 |                 |                 |                 |                 |                 |                       |                       |                       |                       |                       |                       |                      |                      |                      |                      |                    |                    |                    |                    |              |              |              |              |              |              |               |               |               |               |               |               |  |  |              |              |              |              |              |              |              |              |              |              |              |              |
|               |               |               |               |                 |                 |                 |                 |                 |                 |                 |                 |                       |                       |                       |                       |                       |                       |                      |                      |                      |                      |                    |                    |                    |                    |              |              |              |              |              |              |               |               |               |               |               |               |  |  |              |              |              |              |              |              |              |              |              |              |              |              |
|               |               |               |               |                 |                 |                 |                 |                 |                 |                 |                 |                       |                       |                       |                       |                       |                       |                      |                      |                      |                      |                    |                    |                    |                    |              |              |              |              |              |              |               |               |               |               |               |               |  |  |              |              |              |              |              |              |              |              |              |              |              |              |
|               |               |               |               | Cameron Douglas | Cameron Douglas | Cameron Douglas | Cameron Douglas | Cameron Douglas | Cameron Douglas |                 |                 | Dylan Michael Douglas | Dylan Michael Douglas | Dylan Michael Douglas | Dylan Michael Douglas | Dylan Michael Douglas | Dylan Michael Douglas |                      |                      | Carys Zeta Douglas   | Carys Zeta Douglas   | Carys Zeta Douglas | Carys Zeta Douglas | Carys Zeta Douglas | Carys Zeta Douglas |              |              |              |              |              |              |               |               |               |               |               |               |  |  |              |              |              |              |              |              |              |              |              |              |              |              |